# Pachyteria virescens
Pachyteria virescens är en skalbaggsart som beskrevs av Francis Polkinghorne Pascoe 1866. Pachyteria virescens ingår i släktet Pachyteria och familjen långhorningar. Inga underarter finns listade i Catalogue of Life.